# 2008–2009-es magyar jégkorongbajnokság
A 72. magyar jégkorongbajnokságra a 2007–08-as küzdelmekben is szereplő csapatok mellett a Bp. Stars (amely a szlovák HK Nové Zámkyval közös csapattal NZ-Stars néven indul), a romániai Gyergyószentmiklósi Progym és a Steaua Bucureşti jelezte előzetes indulási szándékát. A nevezés végleges határideje 2008. május 30. volt. Az új romániai csapatok nem tudták vállalni az indulási feltételként szabott 3 millió forintos díjat az utazási költségek csökkentésére.
A csapatok nem zárkóztak el a folytatástól egy közös magyar–román bajnokság keretén belül, melynek alapfeltétele volt egy névadó szponzor bevonása. Hosszas huzavona után vált egyértelművé a Steaua indulása, amely lehetővé tette a szponzor kérdés  megoldását is. A két ország első osztályú csapatai MOL Liga néven közös bajnokságban szerepelnek, melynek keretén belül bonyolítják le a nemzeti bajnokságok alapszakaszát is. Az OB I. középszakaszába a magyarországi csapatok az alapszakasz helyezéseik alapján bónuszpontokat visznek magukkal: az első 9, a második 6, a harmadik 3 ponttal vághat neki. A rájátszás felső ágára a középszakasz  első három helyezett csapata kerül, kiegészülve az Alba Volán EBEL-ben szereplő csapatával. Ők dönthetik el a bajnoki cím sorsát. A többi csapat az 5-7. helyért küzd az alsó ágon.
Fontos változás az előző szezonhoz képest, hogy légiós játékosok számát hat főben korlátozták mérkőzésenként. A magyar bajnoki alapszakaszban versenyen kívül elindította az MJSZ a U20-as válogatottat, a rájátszás alsóházában pedig az U18 válogatott szerepelhet.

## Játékosigazolások a holtszezonban[1]

### Érkezők
- Alba Volán SC: Jobb Dávid (DAB.Extra.hu), Hegyi Ádám (RT Bad Nauheim, Németország), Nagy Gergő (Red Bull Salzburg, Ausztria), Hajós Roland (HK Trnava - Nagyszombat, Szlovákia), Fekete Dániel (Trondheim, Norvégia), Todd Jackson  (Newcastle Vipers, Anglia), Blake Forsyth  (Idaho Steelheads, USA), Andreas Byström  (Malmö IF, Svédország), Szuper Levente (Milano Vipers, Olaszország), Fekti Bálint (Purikad Tallinna, Észtország), Vég András (Salo HT, Finnország), Nathan Martz  (Storhamar IL, Norvégia)
- DAB.Docler: Tőkési Lajos (GKS Katowice, Lengyelország), Papp Viktor (UTE), Missoundou Balázs (újrakezdő), Branislav Hippik  (Rostock, Németország), Peter Misal  (SC Csíkszereda, Románia)
- Újpesti TE: Németh Ádám (Alba Volán), Harmati Dávid (Alba Volán), Hüffner Adrián (Dab.Docler), Juraj Kadlubiak  (Liptószentmiklós, Szlovákia), Igor Rufus  (Liptószentmiklós, Szlovákia), Ladislav Sikorcin  (MSHK Zilina - Zsolna, Szlovákia), Tolnai Attila (újrakezdő), Csányi Áron (NZ-Stars), Kapolyi Péter (MAC), Szepessy Gergő (Dab.Docler), Roczanov Dezső (Alba Volán), Horváth Dávid (Alba Volán), Jan Michalek  (Rostocker EC, Németország), Jaroslav Melna  (SC Kolin, Csehország), Juraj Nemcak  (CSG Strasbourg, Franciaország)
- Ferencváros: Szilágyi Levente (MAC), Deményi Olivér (MAC), Pál Zsombor (Románia) (UTE), Illés Márton (MAC), Novák Tibor (MAC), Szőke Simon (MAC), Marosi Zoltán (NZ-Stars), Dobai Dávid (NZ-Stars), Vjacseszlav Kovsov , Szergej Parfirjev  (Yuzhny Ural Orsk, Oroszország), Dmitrij Szafonov
- Miskolci Jegesmedvék: Robert Cop  (UTE), Rusznyák Szilárd (Naprzód Janow, Lengyelország), Henri Holmström  (Salamat Kirkkonummi, Finnország), Matias Nyberg  (Syracuse Stars, USA), Juha Salonranta  (Nes IK, Norvégia), Dan Strengell  (Kiekko-Vantaa, Finnország)
- Budapest Stars: Kangyal Balázs (Alba Volán), Holéczy Roger (Gislaved, Svédország), Gröschl Tamás (Alba Volán), Majoross Gergely (Alba Volán), Svasznek Bence (Alba Volán), Szajbert Krisztián (UTE), Szirányi Bence (UTE), Rajna Miklós (Dab.Docler), Németh Péter (Alba Volán), Björn Wallberg  (Gislaved, Svédország), Szajbert Patrik (UTE), Bobby Davis  (Gislaved, Svédország), Rosztocsil Tamás (Wichita Warriors, USA), Lencsés Tamás (Dab.Docler), Szappanos Dávid (FTC), Revák Zoltán (újrakezdő), Tomas Mertl  (HC Ceske Budajovice, Csehország), Adam Kasparek  (HC Vajgar Hradec, Csehország), Gergely Csaba (UTE)

### Távozók
- Alba Volán: Chris Allen (ES Weißwasser, Németország), Toni Sihvonen (Vaasan Sport, Finnország), Kangyal Balázs (NZ-Stars), Gröschl Tamás (NZ-Stars), Budai Krisztián (MHK Kežmarok - Késmárk, Szlovákia), Sam Ftorek, Majoross Gergely (NZ-Stars), Svasznek Bence (NZ-Stars), Németh Ádám (UTE), Németh Péter (NZ-Stars), Kész Ákos (Innsbruck, Ausztria), Harmati Dávid (UTE), Guntis Galvins (Dinamo Riga, Lettország), Horváth Dávid (UTE), Roczanov Dezső (UTE)
- DAB.Docler: Marek Klacansky (Naprozd Janow, Lengyelország), Borsos Attila (Progym Gyergyószentmiklós, Románia), Jobb Dávid (Alba Volán), Peter Foltin (HC Csíkszereda, Románia), Lubos Sekula (szlovák) (Torino HC, Olaszország), Erdősi Péter (Dab.Docler-Jégtörők), Orsó László, Vargyas László (Dab.Docler-Jégtörők), Rajna Miklós (NZ-Stars), Jaroslav Ferjo (HK Presov, Szlovákia), Hüffner Adrián (UTE), Lencsés Tamás (NZ-Stars), Szepessy Gergő (UTE)
- Újpesti TE: Stanislav Skorvanek (MSHK Zilina - Zsolna, Szlovákia), Anton Lezo (Zaglebie Sosnowiec, Lengyelország), Papp Viktor (Dab.Docler), Jiri Mocek (HC 05 Banská Bystrica - Besztercebánya, Szlovákia), Kamil Gonda (HK Spisská Nová Ves - Igló, Szlovákia), Robert Cop (Miskolc), Tomas Matula, Juraj Senko, Daniel Mracka, Szajbert Krisztián (NZ-Stars). Szirányi Bence (NZ-Stars), Pál Zsombor (FTC), Mastaleriu Zsolt (Progym Gyergyószentmiklós, Románia), Szajbert Patrik (NZ-Stars), Matus Filo, Michal Stastny, Jozef Voskár (Spisská Nová Ves - Igló, Szlovákia), Gergely Csaba (NZ-Stars)
- Ferencváros: Nyikolaj Fegyasev (HC Csíkszereda, Románia), Szappanos Dávid (NZ-Stars), Linus Schellin (Montpellier, Franciaország)
- Miskolci Jegesmedvék: Slavomir Vorobel (HC Caen, Franciaország), Béres Roland, Kocsis Tamás (HK Trebisov - Tőketerebes, Szlovákia), Stefan Rusnak (HC 46 Bardejov - Bártfa, Szlovákia), Juraj Hornak (HC 46 Bardejov - Bártfa, Szlovákia), Michal Karcák (HC 46 Bardejov - Bártfa, Szlovákia), Csaba Márton (visszavonult), Lukács Zsolt (visszavonult)
- Budapest Stars: Marosi Zoltán (FTC), Dobai Dávid (FTC)

## MOL Liga

### A MOL-Liga alapszakaszának végeredménye
|     | Csapat                 | M  | GY | GYH | VH | V  | GK      | Pont |
| --- | ---------------------- | -- | -- | --- | -- | -- | ------- | ---- |
| 1.  | HC Csíkszereda         | 36 | 27 | 3   | 4  | 2  | 200-92  | 91   |
| 2.  | SC Csíkszereda         | 36 | 25 | 3   | 1  | 7  | 174-90  | 82   |
| 3.  | Újpesti TE             | 36 | 24 | 2   | 3  | 7  | 181-114 | 79   |
| 4.  | NZ Stars               | 36 | 19 | 2   | 2  | 13 | 114-82  | 63   |
| 5.  | Dab.Docler             | 36 | 18 | 3   | 2  | 13 | 149-123 | 62   |
| 6.  | Steaua Bucuresti       | 36 | 18 | 1   | 1  | 16 | 159-127 | 57   |
| 7.  | Ferencvárosi TC        | 36 | 13 | 0   | 1  | 22 | 102-153 | 40   |
| 8.  | Progym Hargita Gyöngye | 36 | 11 | 1   | 1  | 23 | 114-176 | 36   |
| 9.  | Miskolci JJSE          | 36 | 3  | 1   | 2  | 30 | 71-193  | 13   |
| 10. | Alba Volán SC II       | 36 | 3  | 1   | 0  | 32 | 80-194  | 11   |

### Helyosztók
Döntő: HC Csíkszereda - SC Csíkszereda 3-0 (5-2, 6-3, 5-3)
Elődöntő: HC Csíkszereda - NZ Stars 2-0 (5-3, 5-0) 

SC Csíkszereda - Újpesti TE 2-0 (4-3, 3-2)

### A bajnokság különdíjasai
- Legjobb kapus: Björn Wallberg (NZ Stars)
- Legjobb hátvéd: Igor Rufus (Újpesti TE)
- Legjobb csatár: Mihály Árpád (HC Csíkszereda)
- Legeredményesebb játékos (MVP): Patrik Sigvard Wallenberg (SC Csíkszereda)

## OB I.

### Az OB I. alapszakaszának végeredménye
Megjegyzés: OB I. bajnokságba számítanak bele a magyar székhelyű csapatok Mol Ligában egymás ellen játszott eredményei.
|    | Csapat           | M  | GY | GYH | VH | V  | GK    | Pont |
| -- | ---------------- | -- | -- | --- | -- | -- | ----- | ---- |
| 1. | Újpesti TE       | 20 | 17 | 0   | 1  | 2  | 99-43 | 52   |
| 2. | NZ Stars         | 20 | 14 | 2   | 0  | 4  | 81-38 | 46   |
| 3. | Dab.Docler       | 20 | 12 | 1   | 2  | 5  | 90-58 | 40   |
| 4. | Ferencvárosi TC  | 20 | 7  | 0   | 1  | 12 | 53-80 | 22   |
| 5. | Miskolci JJSE    | 20 | 3  | 1   | 1  | 15 | 36-92 | 12   |
| 6. | Alba Volán SC II | 20 | 2  | 1   | 0  | 17 | 48-96 | 8    |

### Az alapszakaszkanadai táblázata
| Hely. | Név                 | Csapat         | M  | G  | A  | P  |
| ----- | ------------------- | -------------- | -- | -- | -- | -- |
| 1.    | Jan Zlocha          | Újpesti TE     | 19 | 20 | 25 | 45 |
| 2.    | Vladimir Dubek      | Újpesti TE     | 20 | 16 | 25 | 41 |
| 3.    | Ladislav Sikorcin   | Újpesti TE     | 19 | 15 | 26 | 41 |
| 4.    | Galanisz Nikandrosz | Dab.Docler     | 21 | 17 | 16 | 33 |
| 5.    | Jánosi Csaba        | Ferencváros    | 22 | 19 | 12 | 31 |
| 6.    | Azari Zsolt         | Újpesti TE     | 21 | 13 | 18 | 31 |
| 7.    | Szappanos Dávid     | NZ Stars       | 20 | 18 | 12 | 30 |
| 8.    | Hajós Roland        | Alba Volán II. | 26 | 12 | 16 | 28 |
| 9.    | Holéczy Roger       | NZ Stars       | 21 | 8  | 19 | 27 |
| 10.   | Tóth Adrián         | Alba Volán II. | 26 | 13 | 10 | 23 |

### Az OB I. középszakaszának végeredménye
Megjegyzés:Az OB I. középszakaszába a magyarországi csapatok az alapszakasz helyezéseik alapján bónuszpontokat vittek magukkal: az első 9, a második 6, a harmadik 3 ponttal kezdte a középszakaszt.
|    | Csapat           | M  | GY | GYH | VH | V  | GK    | Pont |
| -- | ---------------- | -- | -- | --- | -- | -- | ----- | ---- |
| 1. | Újpesti TE       | 10 | 6  | 1   | 1  | 2  | 49-30 | 30   |
| 2. | NZ Stars         | 10 | 6  | 1   | 0  | 3  | 40-29 | 26   |
| 3. | Dab.Docler       | 10 | 7  | 0   | 1  | 2  | 52-28 | 25   |
| 4. | Ferencvárosi TC  | 10 | 4  | 1   | 2  | 3  | 30-35 | 16   |
| 5. | Miskolci JJSE    | 10 | 3  | 1   | 0  | 6  | 33-43 | 11   |
| 6. | Alba Volán SC II | 10 | 0  | 0   | 0  | 10 | 48-96 | 0    |

### Rájátszás

#### Az első helyért
|  | Elődöntők     | Elődöntők     | Elődöntők     |   |               | Döntő                   | Döntő         | Döntő |
|  |               |               |               |   |               |                         |               |       |
|  | 4-1, 4-2, 2-0 |               |               |   |               |                         |               |       |
|  | Újpesti TE    | Újpesti TE    | 3             |   |               |                         |               |       |
|  | NZ Stars      | NZ Stars      | 0             |   |               |                         |               |       |
|  |               |               |               |   |               |                         |               |       |
|  |               |               |               |   |               | 5-1, 6-3, 2-3, 5-0, 4-0 |               |       |
|  |               |               |               |   | Alba Volán    | Alba Volán              | 4             |       |
|  |               | Újpesti TE    | Újpesti TE    | 1 |               |                         |               |       |
|  |               |               |               |   |               |                         |               |       |
|  |               |               |               |   |               |                         |               |       |
|  |               |               |               |   |               | Bronzmérkőzés           |               |       |
|  | 5-1, 5-3, 6-0 | 5-1, 5-3, 6-0 | 5-1, 5-3, 6-0 |   | 1-2, 2-3, 1-2 | 1-2, 2-3, 1-2           | 1-2, 2-3, 1-2 |       |
|  | Alba Volán    | Alba Volán    | 3             |   | NZ Stars      | NZ Stars                | 0             |       |
|  | DAB.Docler    | DAB.Docler    | 0             |   |               | Dab.Docler              | Dab.Docler    | 3     |

#### Az 5-7. helyért
|    | Csapat           | M | GY | GYH | VH | V | GK    | Pont |
| -- | ---------------- | - | -- | --- | -- | - | ----- | ---- |
| 5. | Miskolci JJSE    | 4 | 3  | 0   | 0  | 1 | 21-12 | 9    |
| 6. | Ferencvárosi TC  | 4 | 3  | 0   | 0  | 1 | 19-13 | 9    |
| 7. | Alba Volán SC II | 4 | 0  | 0   | 0  | 4 | 5-20  | 0    |

### A bajnokság végeredménye
1. Alba Volán SC

2. Újpesti TE

3. Dab.Docler

4. NZ Stars

5. Miskolci JJSE

6. Ferencvárosi TC

7. Alba Volán SC II.

### Az Alba Volán Bajnok csapata
Benk András, Bonni Ryan, Byström Andreas, Fekete Dániel, Fodor Szabolcs, Guerriero Jason, Hegyi Ádám, Hetényi Zoltán, Horváth András, Jobb Dávid, Kovács Csaba, Martens Nick, Nathan Martz, Nagy Gergő, Ocskay Gábor, Ondrejcik Rastislav, Palkovics Krisztián, Sofron István, Szuper Levente, Tokaji Viktor, Tóth Adrián, Vaszjunyin Artyom
Edző: Ted Sator, Énekes Lajos

### A bajnokság különdíjasai
- Az alapszakasz legjobb kapusa: Björn Wallberg (NZ-Stars)
- Az alapszakasz legeredményesebb játékosa: Jan Zlocha (UTE)
- A rájátszás legjobb kapusa: Szuper Levente (Alba Volán)
- A rájátszás legeredményesebb játékosa: Vladimir Dubek (UTE)
- A legjobb csatár: Ladislav Sikorcin (UTE)
- A legjobb védő: Tokaji Viktor (Alba Volán)
- A legjobb edző: Pék György (UTE)
- A legjobb játékvezető: Gebei Péter
- A legtechnikásabb csatár (Miklós Kupa): Palkovics Krisztián (Alba Volán)
- A legjobb első éves felnőtt játékos (Kósa Kupa): Tóth Adrián (Alba Volán)
- A legjobb utánpótlásedző (Séra Miklós-díj): Faragó Gyula (Dunaferr)